# Hunnebecke
Die Hunnebecke ist ein linksseitiger Zufluss des Krummen Baches im Nordwesten der westfälischen Stadt Münster.

## Verlauf
Die Hunnebecke entspringt südlich vom Vorbergshügel bei Nienberge und fließt dann in südlicher Richtung westlich an Nienberge vorbei. Anschließend unterquert die Hunnebecke die Bundesstraße 54 und ändert die Fließrichtung nach Südwesten. In der Bauerschaft Schonebeck mündet sie auf der Grenze zur Gemeinde Havixbeck in den Krummen Bach, kurz bevor dieser in die Münstersche Aa entwässert.
Das Gewässer überwindet während seiner Fließstrecke einen Höhenunterschied von 32 Metern; somit ergibt sich ein mittleres Sohlgefälle von 6,7 ‰.

## Sonstiges
An der Hunnebecke ist in den letzten Jahren ein Erweiterungsbaugebiet des Münsteraner Stadtteils Nienberge entstanden, in welches der Bach in renaturierter Form integriert wurde. Unklar ist die Herkunft des Namens „Hunnebecke“. Für das Jahr 1826 verzeichnet die Liste der Höfe Nienberges auf dem damals sogenannten „Waltruper Feld“ in Nienberge die Höfe „Hunnebecks Colonat“ und den dazugehörenden „Hunnekotten“.